# Conostigmus uninasutus
Conostigmus uninasutus är en stekelart som beskrevs av Alekseev 1994. Conostigmus uninasutus ingår i släktet Conostigmus och familjen trefåresteklar. Inga underarter finns listade i Catalogue of Life.